# جیرو آکاگاوا
جیرو آکاگاوا (انگلیسی: Jirō Akagawa؛ زادهٔ ۲۹ فوریهٔ ۱۹۴۸) رمان‌نویس اهل ژاپن است.